# 阿爾梅勒中心車站
阿爾梅勒中心車站（荷蘭語：Station Almere Centrum）是荷蘭夫利佛蘭省最大城市阿尔梅勒的主要鐵路車站，啟用於1987年5月30日，由建築師彼得·基爾斯登克設計。該站的最初名稱是阿爾梅勒中央車站（Station Almere Central），1999年更為現名。